# Colmesnil-Manneville
Colmesnil-Manneville – miejscowość i gmina we Francji, w regionie Normandia, w departamencie Sekwana Nadmorska.
Według danych na rok 1990 gminę zamieszkiwało 115 osób, a gęstość zaludnienia wynosiła 60 osób/km² (wśród 1421 gmin Górnej Normandii Colmesnil-Manneville plasuje się na 782. miejscu pod względem liczby ludności, natomiast pod względem powierzchni na miejscu 888.).